# Cinema Mònaco
El Cinema Mònaco és entre els carrers de Ronda i de Cervantes de la població d'Onda a la comarca de Plana Baixa al País Valencià. Ocupa una parcel·la allargada, entre mitgeres, accessible des de l'últim carrer esmentat, amb una disposició nord-oest-sud-est. El projecte contempla la instal·lació d'un modern cinema, el Cinema Mònaco, promogut per l'empresa Cicló d'iniciativa privada. Per a això res millor que recórrer a les traces més expressives d'una arquitectura decididament moderna. Les obres, segons un projecte de l'arquitecte Luis Gay Ramos conclouen el 1958 i des d'aleshores va funcionarà com sala de projeccions fins a 1991.

## Descripció
Ocupant una parcel·la d'aproximadament 50 × 20 m, el programa alberga el que és la mateixa sala de projeccions i poques més dependències annexes, com vestíbul, bar, saló i locals de projecció i venda d'entrades. És per tant el gran volum de la sala de projecció el protagonista indiscutible del projecte que, per altra banda, queda minimitzat en la façana pública. Aquest remitent al seu entorn més proper prenent com referència per a tot creixement públic la cornisa de les velles edificacions confrontants, en un gest de respecte com poques intervencions tan ambicioses disposen.
Donada la geometria de la parcel·la, allargada, aquesta imposa la disposició final dels espais. La sala principal se situa ocupant la gran porció central, deixant reduïts restes anterior i posterior, que tenen com a objectiu l'accés públic i la càrrega respectivament. Aquest protagonisme en planta queda palesa en la secció, on l'altura de la pantalla i la presència un pis de butaques fan créixer el volum central en detriment de les façanes.
Cinc portes al carrer conduïxen a un vestíbul que filtra l'entrada a través d'altres tres portes més. Tota una successió grandiloqüent de passos molt d'acord amb la fi al que es destina. La sala disposa, a més del pis alt amb butaques, d'escenari i fossa. Però el fet més destacable i compromès del projecte és la façana. Els volums de l'organització interna afloren amb la seva pròpia personalitat, creant una addició de marcada geometria. S'hi accedeix per una important reculada en façana que recupera l'alineació en la última porció de coronació, el que confereix major solemnitat a l'edifici.
La composició de la façana es basa en una exaltació de l'accés, que s'envolta lateralment de murs de maó de tota l'altura de l'edifici. La disposició descentrada de la manyaga provoca un desequilibri entre els dos cossos laterals de tancament. Mentre el dret posseïx l'escàs grossor d'un mur llegible, la part esquerra oferix una àmplia cara gairebé cega que dona solidesa a la construcció, i conté ja dependències del local. En el centre de la façana, entre els laterals de maó, sorgeix una superposició de draps de diferent teixidura i profunditat. Es donen cita draps de vidre combinat amb fronts de llisos panells de color.
Una picada d'ullet mondrià simultaneja plans que utilitzen el vermell, el blanc o el gris com a senyal d'identitat. Resulta el conjunt una decidida aposta tan atractiva com expressiva. L'edifici és objecte el 1991 d'una rehabilitació d'autoria municipal, que pensa en la recuperació d'un espai públic per a la ciutat. Així, s'emplaça en ell l'Auditori municipal, després d'una reforma que ha posat en valor tota la càrrega de modernitat del projecte.